# Lover (альбом)
«Этот альбом — праздник любви, во всей его сложности, уюте и хаосе. Это первый альбом, который мой по-настоящему. Меня переполняет гордость. Я так взволнована, что он вышел»
Lover (с англ. — «Влюблённая») — седьмой студийный альбом американской исполнительницы Тейлор Свифт. Релиз состоялся 23 августа 2019 года под эгидой лейбла Republic Records и собственного лейбла певицы Taylor Swift Productions, Inc. Стандартная версия альбома включает в себя 18 треков.
Альбом возглавил хит-парады многих стран, включая США и Великобританию.

## Предыстория
26 апреля 2019 года Свифт выпустила лид-сингл «ME!», записанный при участии солиста группы Panic! At The Disco Брендоном Ури, из грядущего альбома. Премьера видеоклипа состоялась в этот же день. 13 июня 2019 года Тейлор объявила в прямом эфире на своей страничке в Instagram, что её седьмой альбом будет называться Lover. Так же она рассказала, что релиз второго сингла «You Need To Calm Down» в поддержку предстоящего альбома состоится 14 июня, а премьера видеоклипа — 17 июня. Свифт выбрала дату релиза альбома именно 23 августа, потому что числа из даты «23.8» при их сложении дают число «31», перевёрнутое «13», а это любимое число Тейлор.

## Коммерческий успех

### Предзаказы
Lover побил рекорд, установленный ранее диском Thank U, Next Арианы Гранде по наибольшему количеству предзаказов среди женщин в первый день (13 июня) на сервисе Apple Music, собрав 178,600 заказов в мире на этой платформе. На 18 июня это число увеличилось до 222,400 заказов. Фирма Apple Music незаметно внедрила функцию предварительного добавления (Pre-adds) для будущих альбомов в июне 2018 года, через три года после открытия потокового стримингового сервиса для бизнеса.
20 августа журнал Variety со ссылкой на основателя и председателя Republic Records Монте Липмана сообщил, что предварительные продажи альбома во всем мире составили почти миллион копий. Три дня спустя в Target подтвердили, что это их самый продаваемый предварительно заказанный альбом всех времен, побив рекорд предыдущего альбома Свифт Reputation (2017).

### США
В США было продано примерно 450 000 копий альбома в течение одного дня после его выпуска, и он стал самым продаваемым альбомом 2019 года в стране.
За первые пять дней было продано 625 тыс. копий (рекорд для любого диска за последние два года) и 750 тыс. эквивалентных альбомных единиц.
7 сентября 2019 года альбом дебютировал на первом месте американского хит-парада Billboard 200 с тиражом 867 тыс. единиц (включая 679 тыс. продаж альбома). Это её шестой чарттоппер после Reputation (4 недели на № 1 не подряд, 2017—2018); 1989 (11, 2014—2015); Red (7, 2012—2013); Speak Now (6, 2010—2011); Fearless (11, 2008—2009). Свифт — единственная женщина (и это повтор рекорда Эминема), у которой 6 альбомов имели тираж более 500 тыс. копий за одну неделю: Reputation (1,216 млн, 2017), 1989 (1,287 млн, 2014), Red (1,208 млн, 2012), Speak Now (1,047 млн, 2010) и Fearless (592 тыс.; 2008). Свифт также единственная из всех музыкантов, имеющая 4 разных альбома с тиражом более 1 млн копий за одну неделю.
В первую неделю в США альбом собрал тираж больше, чем все остальные 199 альбомов из Billboard 200 вместе взятые. Это второй диск Свифт с таким достижением после Reputation. Все 18 треков из альбома Lover были в чарт Billboard Hot 100 одновременно, что позволило Свифт побить несколько рекордов, включая наибольшее число хитов одновременно в чарте Hot 100 для женщин и наибольшее число одновременных дебютов для женщин. Среди 18 хитов было три «старых» сингла (поднявшихся вверх), одно возвращение в чарт и 14 дебютов. Прошлый рекорд был установлен 13 апреля 2019 года Билли Айлиш и равен 14 синглам в Hot 100. Среди всех исполнителей рекорд у Дрейка (27, 14 июля 2018). Теперь у Свифт в сумме 95 песен, попавших в лучшую сотню (женский рекорд у Ники Минаж равен 104, мужской у Дрейка — 204, абсолютный у Glee Cast — 207).
К 22 декабрю 2019 года тираж альбома составил 1,05 млн копий в США, что позволило ему стать главным бестселлером всего 2019 года. Когда альбом стал доступен на виниле, то было продано 18,000 копий за одну неделю, что сделало Свифт четвёртой женщиной по рекордным продажам на виниловых носителях за одну неделю за всю историю Nielsen SoundScan (с 1991 года) и вторым лучшим результатом за 2019 год среди певиц.
В январе 2024 года тираж альбомов Lover и 1989 (Taylor’s Version) превысил 2 млн традиционных копий (винил, CD, кассеты и цифровые продажи; Top Album Sales), они стали 9 и 10-м дисками Свифт с таким показателем.

### Другие страны
В Канаде Lover дебютировал на первом месте Billboard Canadian Albums Chart с тиражом 47,000 единиц в первую неделю релиза, став шестым чарттоппером Свифт в этой стране.
В Великобритании Lover дебютировал на первом месте UK Albums Chart с тиражом 53,000 единиц, включая 24,000 традиционных продаж. Это помогло Свифт стать первой женщиной (и седьмым исполнителем в целом), имеющим 4 чарттоппера за последнее десятилетие. В Австралии альбом также сразу попал на вершину местного чарта, став пятым подряд чартоппером в этой стране.
В Китае Lover стал первым международным диском с тиражом более 1 млн единиц за одну неделю (по сумме продаж, стримов и загрузок).

### В мире
В мировом масштабе Lover был продан тиражом более 3 млн единиц на 30 августа 2019 года. За весь 2019 год в мире было продано более 3,2 млн копий Lover. Republic Records сообщил, что в глобальном масштабе первые 3 млн единиц были проданы за одну первую неделю релиза. Результаты глобальных продаж Lover позволило International Federation of the Phonographic Industry (IFPI) назвать Свифт самым продаваемым музыкантом 2019 года. Это произошло во второй раз в карьере певицы после такого же успеха в 2014 году, когда бестселлером стал альбом 1989, сделав Свифт первой в истории женщиной с таким двойным достижением.
Lover стал самым продаваемым студийным альбомом 2019 года, поставив рекорд Гиннесса для альбома-бестселлера сольного музыканта в мире, и дав Свифт седьмой рекорд Гиннесса. Lover также стал лучшим бестселлером среди женщин и вторым в целом после сборника хитов 5x20 All the Best!! 1999–2019 японской группы Arashi. Альбом стал четвёртым подряд альбомом Свифт после Red (2012), 1989 (2014) и Reputation (2017), ставшим вторым в ежегодном чарте IFPI, который строится с 2012 года только по физическим продажам дисков. В феврале 2020 года компания Universal Music Publishing Group сообщила, что тираж Lover превысил 5 млн единиц в мировом масштабе.

## Запись
Альбом был записан за три месяца, а весь процесс завершился 24 февраля 2019 года. Среди использованных для подготовки альбома звукозаписывающих студий были Electric Lady Studios (Нью-Йорк), Golden Age West (Окленд, Новая Зеландия), Golden Age и Electric Feel Studio (обе в Лос-Анджелесе) и Metropolis Studios (Лондон).

## Обложка и версии
Фото для обложки альбома сделала Валерия Роча (Valheria Rocha). Предполагается выпуск четырёх разных Делюкс-версий альбома, которые будут отличаться бонусным контентом, доступным только в Target.

## Структура альбома
Свифт описала альбом как романтический, заявив: «Это не просто одна тематика, построенная на том, будто все песни в альбоме только о любви или что-то в этом роде. Идея чего-то романтического не обязательно должна быть построена только на счастливых песнях. Вы можете найти романтику в одиночестве, в печали, или проходя через какие-то пути в вашей жизни…вам просто могут эти пути открыться через романтический взгляд».

## Синглы
- 26 апреля 2019 состоялся релиз лид-сингла и видеоклипа «ME!» в поддержку будущего альбома[36].
- 14 июня 2019 состоялся релиз трека «You Need To Calm Down», который стал вторым официальным синглом в поддержку будущего альбома. Её анонс состоялся в прямом эфире на страничке Instagram Тейлор, где она так же показала обложку альбома, объявила его название и дату релиза[8]. Премьера видеоклипа состоялась спустя 3 дня — 17 июня[37].
- 16 августа 2019 вышло лирик-видео на третий титульный сингл из альбома Lover[38]. Клип на него вышел 22 августа, за день до релиза альбома[39].
- 28 января 2020 года песня «The Man» была отправлена на американские радиостанции в качестве четвёртого сингла из альбома[40]. С выходом альбома, песня дебютировала в чарте Billboard Hot 100 на 23-й строчке[41].

### Промосингл и другие песни
- 23 июля 2019 в iTunes стал доступен трек «The Archer», который стал первым промосинглом в поддержку альбома[42]. Свифт объяснила, что это не будет сингл, он должен был продемонстрировать ту сторону альбома, которую фанаты не увидели после выхода двух первых синглов; следовательно, песня не получит сопровождающее музыкальное видео. Лирическое видео было загружено на YouTube в день выхода трека[43]. Он 3 августа 2019 года дебютировал на 69-м месте в американском хит-параде Billboard Hot 100. С выходом альбома песня достигла нового пика на 38-й строчке[19].
- 13 ноября 2019 года состоялась премьера ремикса на сингл «Lover», записанного при участии американского певца Шона Мендеса[44][45]. Ремикс получил номинацию на премию iHeartRadio Music Awards 2020, в номинации «Лучший ремикс».
- 18 февраля 2020 года, для стриминга стала доступна запись песни «The Man» с выступления в Париже, на концерте City of Lover. Одновременно с записью вышло официальное видео на эту запись[46]. Был записан концертный альбом Lover (Live from Paris), песни были доступны вместе в виде потокового альбома по стримингу только через SoundCloud[47][48].

17 марта 2023 года, в преддверии турне Eras Tour, Свифт сделала песню «All of the Girls You Loved Before» доступной для цифрового скачивания и потокового воспроизведения с обложкой альбома Lover. Песня, просочившаяся за две недели до официального релиза, привлекла внимание социальных сетей как неизданный трек из альбома.

## Концертные выступления
Свифт представила новый альбом и его синглы на нескольких живых выступлениях. 1 мая 2019 года Свифт впервые исполнила лид-сингл «Me!» во время церемонии 2019 Billboard Music Awards вместе с Брендоном Ури в Лас-Вегасе (Невада, США). Свифт и Ури исполнили эту песню снова вместе в финале 16-го сезона американского музыкального шоу "The Voice, прошедшего 21 мая. 22 мая Свифт исполнила «Me!» сольно в финале немецкого 14-го конкурса топ-моделей Germany’s Next Top Model. 24 мая она появилась в телешоу The Graham Norton Show в качестве музыкального гостя и исполнила там песню «Me!». 25 мая Свифт спела «Me!» в четвертьфинале 8-го музыкального конкурса The Voice: la plus belle voix, французской версии The Voice.
10 июля Свифт была хэдлайнером Amazon Prime Day Concert 2019 в Нью-Йорке, где исполнила «Me!» и впервые спела «You Need to Calm Down», а также набор песен в прошлых её альбомов. 22 августа, за день до выхода альбома, Свифт дала концерт в Центральном парке в Нью-Йорке во время Good Morning America. Свифт затем исполнила «The Archer» на живом канале YouTube позднее в тот же день. Свифт планировала выступление 26 августа на церемонии 2019 MTV Video Music Awards, где её номинировали на 12 наград.
В итоге Свифт, открывавшая 2019 MTV Video Music Awards с медли из песен «You Need To Calm Down» и «Lover», выиграла там три награды, включая «Лучшее видео года» и «Video for Good» (за клип «You Need to Calm Down»).
2 сентября 2019 года Свифт исполнила «London Boy», «Lover», «The Archer» и «You Need to Calm Down» на радиостанции BBC Radio 1 в программе Live Lounge.

## Отзывы
| Совокупная оценка    | Совокупная оценка |
| Источник             | Оценка            |
| -------------------- | ----------------- |
| AnyDecentMusic?      | 7.5/10            |
| Metacritic           | 79/100            |
| Оценки критиков      |                   |
| Источник             | Оценка            |
| AllMusic             | [ 65 ]            |
| The A.V. Club        | A-                |
| InterMedia           | [ 67 ]            |
| The Daily Telegraph  | [ 3 ]             |
| Entertainment Weekly | B+                |
| The Guardian         | [ 69 ]            |
| NME                  | [ 1 ]             |
| Pitchfork            | 7.1/10            |
| Rolling Stone        | [ 2 ]             |
| Slant Magazine       | [ 71 ]            |
| Variety              | 9/10              |

Lover получил положительные отзывы музыкальной критики и интернет-изданий: AllMusic, The Daily Telegraph, The Guardian, NME, Rolling Stone, Slant Magazine, Variety, Vendetta Sports Media.
Роб Шеффилд из Rolling Stone назвал альбом «всепоглощающим» и «шедевром, ограничивающим карьеру». Также в «Роллинг Стоун» другой обозреватель Ник Катуччи написал, что Lover «стал скорее эволюционным, а не революционным» и что «Свифт в нём была наиболее раскрепощенной». Чад Бауман с Vendetta Sports Media назвал альбом прямым попаданием, потому что он полон музыки, которая привлекательна и желанна.
Джон Караманика из газеты The New York Times назвал альбом «обнадеживающе сильным» и «с хорошим вкусом, перекалибровкой и подтверждением старых сильных сторон» Свифт по сравнению с Reputation (2017).
Джейсон Липшуц из журнала Billboard резюмировал альбом как «причудливый, трогательный, волнующий», добавив, что это «выдающаяся работа, которая заслуживает как тщательного анализа в наушниках, так и стадионного прослушивания».
Ник Левин из журнала NME считает, что альбом Lover «более растянут и немного дальше от безупречности», чем её альбом 1989 (2014), но это происходит благодаря «часто ослепляющим» мелодиям Свифт, а «любовная лирика в конечном итоге довольно трогательна». Он пришел к выводу, что, несмотря на «некоторую странность», альбом является «долгожданным напоминанием о её навыках написания песен и способности создавать привлекательную поп-музыку». Александра Поллард из The Independent наградила альбом четырьмя звездами из пяти, написав, что «это блестящий альбом из 18 песен, если бы только его немного обрезали». Еще четыре рейтинговые звезды из пяти пришли от Луизы Брутон из газеты The Irish Times, которая похвалила «вневременное написание песен и потрясающую кантри-поп-композицию», хотя, с другой стороны, «несколько песен можно срезать». Микаэль Вуд из газеты Los Angeles Times высоко оценил зрелость и эмоциональную мудрость альбома, назвав его «очень впечатляющим». Анна Гача из Pitchfork написала, что «Lover — яркий, весёлый альбом с большой эмоциональной честностью».

### Номинации и награды
Альбом был номинирован и победил в категории Album of the Year на 45-й церемонии People's Choice Awards и номинирован на American Music Awards, где также победил в категории Favorite Pop/Rock Album.
Музыкальное видео Lover получило три награды 2019 MTV Video Music Awards—Video of the Year и Video for Good за «You Need to Calm Down», и Best Visual Effects за «Me!» — а имея ранее выигранные награды за «Bad Blood» (2015), Свифт теперь делит с Rihanna и Бейонсе звание единственных певиц, выигравших по два таких престижных приза. Она также выиграла Best Video за «Me!» и Best US act на 2019 MTV Europe Music Awards, Best Female Video International за «Me!» на 2019 MTV Video Music Awards Japan, Best International Artist за Lover на ARIA Music Awards of 2019 и Best Solo Act in the World на NME awards (2020).
| Год  | Организация                        | Награда                                                  | Результат | Ссылка |
| ---- | ---------------------------------- | -------------------------------------------------------- | --------- | ------ |
| 2019 | People's Choice Awards             | Favorite Album of the Year                               | Победа    | [ 88 ] |
| 2019 | American Music Awards              | Favorite Pop/Rock Album                                  | Победа    | [ 89 ] |
| 2019 | ARIA Music Awards                  | Best International Artist (Lover)                        | Победа    | [ 86 ] |
| 2020 | Grammy Awards                      | Best Pop Vocal Album                                     | Номинация | [ 90 ] |
| 2020 | Japan Gold Disc Awards             | Album of the Year (Western)                              | Победа    | [ 91 ] |
| 2020 | Japan Gold Disc Awards             | Best 3 Albums (Western)                                  | Победа    | [ 91 ] |
| 2020 | RTHK International Pop Poll Awards | Best Selling Album (English)                             | Победа    | [ 92 ] |
| 2020 | Guinness World Records             | Biggest-selling album worldwide for a solo artist (2019) | Победа    | [ 31 ] |

Альбом был включён во многие итоговые годовые списки лучших дисков в разных изданиях. Крис Вильман из журнала Variety поместил Lover на первое место в своём списке лучших альбомов 2019 года. Роб Шеффилд из журнала Rolling Stone также дал диску первую позицию за весь 2019 год . Анни Залески из The A.V. Club назвал альбом вторым лучшим за год. Журналы Billboard, People и USA Today дали ему третье место за год в своих списках бестселлеров. Billboard также назвал треки «Cruel Summer» и «Lover» в качестве 10-й и 21-й лучшими песнями года, соответственно. Свой отдельный список журнала Rolling Stone выдал альбому четвёртое итоговое место и также № 4 для песни «Cruel Summer» среди лучших треков 2019 года. Good Morning America поместил Lover на шестое место в своём списке «50 of the Best Albums of 2019» и назвал его одним из 50 наиболее значимых альбомов десятилетия. Журналы Us Weekly, Star Tribune и The Music дали альбому седьмое место. Сетевое издание Genius и газета San Diego Union-Tribune отдали диску восьмое место в своих итоговых списках 2019 года. Газеты Los Angeles Times и The Harvard Crimson назвали Lover десятым лучшим по итогам года. Jon Caramanica из газеты The New York Times оставил альбом на четырнадцатом месте среди лучших дисков 2019 года. Журнал Flood и издание PopBuzz выдали для Lover 15-е и 18-е места, соответственно. Газета The Independent поместила альбом на 19-место в своём списке 50-лучших, журналы Paper и musicOMH — на 20-е и 22-е место, соответственно, Uproxx — на 25-е место (а песню «Cornelia Street» на 7-место среди лучших песен 2019 года), The Guardian, PopSugar, Q и NME — на места № 27, 30, 35 и 41 в своих соответствующих списках лучших альбомов 2019 года. Газета The Sunday Times включила альбом в список 100 лучших 2019 года. Журнал Slate назвал Lover как один из лучших в 2019 году, в его титульный трек как один из десяти главных хитов 2019 года. Издания Esquire, PopCrush и канал MTV включили альбом в свои списки лучших всего года. The Fader кроме того, что назвал альбом одним из лучших по итогам года, также дал восьмое место треку «I Think He Knows» в своём списке 25 лучших поп-песен года. Наконец, журнал Paste включил Lover в список 15 лучших дисков 2019 года.
| Критик/Публикация           | Список                                                 | Ранг | Ссылка  |
| --------------------------- | ------------------------------------------------------ | ---- | ------- |
| The A.V. Club               | Annie Zaleski’s 10 Best Albums of 2019                 | 2    | [ 95 ]  |
| Billboard                   | The 50 Best Albums of 2019                             | 3    | [ 96 ]  |
| Esquire                     | The Best Albums of 2019                                | N/A  | [ 125 ] |
| The Fader                   | The Best Albums of 2019                                | н/д  | [ 128 ] |
| Flood                       | The Best Albums of 2019                                | 15   | [ 112 ] |
| Genius                      | The Genius Community’s 50 Best Albums of 2019          | 8    | [ 107 ] |
| Good Morning America        | 50 of the Best Albums of 2019                          | 6    | [ 102 ] |
| The Guardian                | The 50 Best Albums of 2019                             | 29   | [ 119 ] |
| The Harvard Crimson         | The Top Albums of 2019                                 | 10   | [ 110 ] |
| The Independent             | The 50 Best Albums of 2019                             | 19   | [ 114 ] |
| Los Angeles Times           | The Best Albums and Songs of 2019                      | 10   | [ 109 ] |
| MTV                         | Albums of 2019                                         | N/A  | [ 127 ] |
| The Music                   | The Music’s Best Albums Of 2019                        | 7    | [ 106 ] |
| musicOMH                    | musicOMH’s Top 50 Albums Of 2019                       | 22   | [ 116 ] |
| The New York Times          | Best Albums of 2019                                    | 14   | [ 111 ] |
| NME                         | 50 Best Albums of 2019                                 | 41   | [ 122 ] |
| Paper                       | Paper Top 20 Albums of 2019                            | 20   | [ 115 ] |
| Paste                       | The 15 Pop Best Albums of 2019                         | 12   | [ 130 ] |
| People                      | The 10 Best Albums of 2019                             | 3    | [ 97 ]  |
| PopBuzz                     | The 20 Best Albums of 2019                             | 18   | [ 113 ] |
| PopCrush                    | 25 Best Albums of 2019                                 | N/A  | [ 126 ] |
| PopSugar                    | 47 Albums That Made 2019 Seem Almost Bearable          | 30   | [ 120 ] |
| Q                           | Q Magazine’s 50 Albums of the Year 2019                | 35   | [ 121 ] |
| Rolling Stone               | 50 Best Albums of 2019                                 | 4    | [ 100 ] |
| Rolling Stone               | Rob Sheffield's Top 25 Albums of 2019                  | 1    | [ 94 ]  |
| The San Diego Union-Tribune | 9 Albums That Helped Me Survive 2019                   | 8    | [ 108 ] |
| Slate                       | The Best Albums of 2019                                | N/A  | [ 124 ] |
| Star Tribune                | Our Music Critic’s 10 Best Albums and Concerts of 2019 | 7    | [ 105 ] |
| The Sunday Times            | The 100 Best Records of the Year                       | N/A  | [ 123 ] |
| Uproxx                      | The Best Albums of 2019, Ranked                        | 25   | [ 117 ] |
| USA Today                   | The 10 Best Albums of 2019                             | 3    | [ 98 ]  |
| Us Weekly                   | The 10 Best Albums of 2019                             | 7    | [ 104 ] |
| Variety                     | Best Albums of 2019                                    | 1    | [ 93 ]  |

## Список композиций
Трек-лист взят с Tidal.
| №                   | Название                                                | Автор(ы)                                                     | Продюсеры                  | Длительность |
| ------------------- | ------------------------------------------------------- | ------------------------------------------------------------ | -------------------------- | ------------ |
| 1.                  | «I Forgot That You Existed»                             | Тейлор Свифт Louis Bell Adam Feeney                          | Свифт Frank Dukes Bell     | 2:51         |
| 2.                  | «Cruel Summer»                                          | Тейлор Свифт Джек Антонофф Annie Clark                       | Свифт Антонофф             | 2:58         |
| 3.                  | «Lover»                                                 | Тейлор Свифт                                                 | Тейлор Свифт Джек Антонофф | 3:41         |
| 4.                  | «The Man»                                               | Тейлор Свифт Джоэл Литтл                                     | Литтл Свифт                | 3:10         |
| 5.                  | «The Archer»                                            | Тейлор Свифт Джек Антонофф                                   | Тейлор Свифт Джек Антонофф | 3:31         |
| 6.                  | «I Think He Knows»                                      | Тейлор Свифт Джек Антонофф                                   | Свифт Антонофф             | 2:53         |
| 7.                  | «Miss Americana & The Heartbreak Prince»                | Тейлор Свифт Джоэл Литтл                                     | Литтл Свифт                | 3:54         |
| 8.                  | «Paper Rings»                                           | Тейлор Свифт Джек Антонофф                                   | Свифт Антонофф             | 3:42         |
| 9.                  | «Cornelia Street»                                       | Тейлор Свифт                                                 | Свифт Антонофф             | 4:47         |
| 10.                 | «Death By A Thousand Cuts»                              | Тейлор Свифт Джек Антонофф                                   | Свифт Антонофф             | 3:19         |
| 11.                 | «London Boy»                                            | Тейлор Свифт Джек Антонофф Cautious Clay Mark Anthony Spears | Свифт Sounwave Антонофф    | 3:10         |
| 12.                 | «Soon You'll Get Better» (при участии Dixie Chicks)     | Тейлор Свифт Джек Антонофф                                   | Свифт Антонофф             | 3:22         |
| 13.                 | «False God»                                             | Тейлор Свифт Джек Антонофф                                   | Свифт Антонофф             | 3:20         |
| 14.                 | «You Need To Calm Down»                                 | Тейлор Свифт Джоэл Литтл                                     | Тейлор Свифт               | 2:51         |
| 15.                 | «Afterglow»                                             | Тейлор Свифт Louis Bell Adam Feeney                          | Свифт Dukes Bell           | 3:43         |
| 16.                 | «ME!» (при участии Brendon Urie из Panic! At The Disco) | Тейлор Свифт Брендон Ури Джоэл Литтл                         | Тейлор Свифт Джоэл Литтл   | 3:13         |
| 17.                 | «It's Nice To Have A Friend»                            | Тейлор Свифт Louis Bell Adam Feeney                          | Свифт Dukes Bell           | 2:30         |
| 18.                 | «Daylight»                                              | Тейлор Свифт                                                 | Свифт Антонофф             | 4:53         |
| Общая длительность: | Общая длительность:                                     | Общая длительность:                                          | Общая длительность:        | 61:48        |

Target делюкс-издание и японские бонусные треки
| №                   | Название                                       | Длительность |
| ------------------- | ---------------------------------------------- | ------------ |
| 19.                 | «I Forgot That You Existed» (фортепиано/вокал) | 3:30         |
| 20.                 | «Lover» (фортепиано/вокал)                     | 5:39         |
| Общая длительность: | Общая длительность:                            | 70:57        |

| №                   | Название                                                    | Режиссёры           | Длительность |
| ------------------- | ----------------------------------------------------------- | ------------------- | ------------ |
| 1.                  | «Me!» (музыкальное видео)                                   | Дэйв Мейерс Свифт   | 4:09         |
| 2.                  | «Me!» (лирик-видео)                                         | Jordan Lynn Свифт   | 3:15         |
| 3.                  | «Me!» (за кулисами: история Бенджамина Баттона)             |                     | 3:09         |
| 4.                  | «Me!» (за кулисами: je suis calme (Я спокоен))              |                     | 3:17         |
| 5.                  | «You Need to Calm Down» (музыкальное видео)                 | Drew Kirsch Свифт   | 3:31         |
| 6.                  | «You Need to Calm Down» (лирик-видео)                       | Cheryl Lee          | 2:58         |
| 7.                  | «You Need to Calm Down» (за кулисами: маскарад поп-королев) |                     | 2:55         |
| 8.                  | «You Need to Calm Down» (за кулисами: тейлор-парк)          |                     | 2:55         |
| 9.                  | «You Need to Calm Down» (за кулисами: утренняя рутина)      |                     | 3:01         |
| Общая длительность: | Общая длительность:                                         | Общая длительность: | 29:10        |

## Участники записи
По данным заметок в буклете альбома
- Тейлор Свифт — вокал, автор (все треки); продюсер (все треки); перкуссия (трек 8)
- Джек Антонофф — продюсер, клавишные, программирование, звукозапись (треки: 2, 3, 5, 6, 8–13, 18); автор (треки: 2, 5, 6, 8, 10–13); фортепиано (треки: 3, 8, 9, 12, 18); обычные ударные (треки: 2, 3, 8, 9); акустическая гитара (треки: 3, 6, 8, 12); электрогитара (треки: 6, 8, 18); перкуссия, бас-гитара (треки: 3, 8, 11); вокодер (трек 2); синтезаторы (трек 10); гитара (трек 10); wurlitzer (трек 12); бэк-вокал (трек 8)
- Louis Bell — продюсер, автор, программирование (треки: 1, 15, 17); звукозапись (треки: 1, 15, 17); клавишные (трек 1)
- Frank Dukes — продюсер, автор, гитара, программирование (треки: 1, 15, 17)
- Джоэл Литтл — продюсер, автор, звукозапись, клавишные, программирование ударных (треки: 4, 7, 14, 16); синтезаторы, гитара (трек 16)
- Laura Sisk — звукозапись (треки: 2, 3, 5, 6, 8–13, 18); бэк-вокал (трек 13)
- St. Vincent — гитара, автор (трек 2)
- Serban Ghenea — микширование (все треки)
- John Hanes — микширование (все треки)
- Randy Merrill — мастеринг (все треки)
- Grant Strumwasser — ассистент (трек 1)
- John Rooney — ассистент (треки: 2–6, 9–13, 18)
- Jon Sher — ассистент (треки: 2, 6, 8, 11)
- Nick Mills — ассистент (треки: 8, 11, 18)
- Joe Harrison — гитара (треки: 1, 15, 17)
- Serafin Aguilar — труба (трек 1)
- David Urquidi — саксофон (трек 1)
- Steve Hughes — тромбон (трек 1)
- Michael Riddleberger — live drums (треки: 2, 13)
- Sounwave — продюсер (трек 11)
- Sean Hutchinson — обычные ударные (трек 11)
- Mikey Freedom Hart — клавишные (трек 11); бэк-вокал (трек 13)
- Evan Smith — клавишные, саксофон (треки 11, 13)
- Emily Strayer — банджо (трек 12)
- Martie Maguire — скрипка (трек 12)
- Dixie Chicks — вокал (трек 12)
- Brandon Bost — бэк-вокал (трек 13)
- Cassidy Ladden — бэк-вокал (трек 13)
- Ken Lewis — бэк-вокал (трек 13)
- Matthew Tavares — гитара (треки: 15, 17)
- Брендон Ури — вокал, автор (трек 16)
- Valheria Rocha — фотографии
- Andrea Swift — фотографии (делюкс)
- Scott Swift — фотографии (делюкс)
- Joseph Cassel — стилист по костюмам
- Riawna Capri — парикмахер
- Lorrie Turk — грим, косметика
- Josh & Bethany Newman — арт-директор упаковки
- Parker Foote — дизайн упаковки
- Jin Kim — дизайн упаковки
- Ryon Nishimori — дизайн упаковки
- Abby Murdock — дизайн упаковки

## Позиции в чартах
| Чарт (2019—2023)                           | Высшая позиция |
| ------------------------------------------ | -------------- |
| Аргентина, Argentine Albums (CAPIF)        | 1              |
| Австралия (ARIA)                           | 1              |
| Австрия (Ö3 Austria)                       | 2              |
| Бельгия/Фландрия (Ultratop)                | 1              |
| Бельгия/Валлония (Ultratop)                | 4              |
| Канада (Canadian Albums Chart)             | 1              |
| Чехия (ČNS IFPI)                           | 2              |
| Дания (Hitlisten)                          | 3              |
| Нидерланды (Album Top 100)                 | 1              |
| Эстония, Estonian Albums (Eesti Ekspress)  | 1              |
| Финляндия (Suomen virallinen lista)        | 4              |
| Франция (SNEP)                             | 5              |
| Германия (Offizielle Top 100)              | 2              |
| Греция, Greek Albums (IFPI)                | 1              |
| Венгрия (MAHASZ)                           | 8              |
| Ирландия (IRMA)                            | 1              |
| Италия (Classifica album)                  | 2              |
| Япония, Japan Hot Albums (Billboard Japan) | 3              |
| Япония (Oricon)                            | 3              |
| Латвия, Latvian Albums (LAIPA)             | 1              |
| Литва, Lithuanian Albums (AGATA)           | 1              |
| Мексика, Mexican Albums (AMPROFON)         | 1              |
| Новая Зеландия (RMNZ)                      | 1              |
| Норвегия (VG-lista)                        | 1              |
| Польша (ZPAV)                              | 5              |
| Португалия (AFP)                           | 1              |
| Шотландия (Scottish Albums Chart)          | 1              |
| Южная Корея, South Korean Albums (Gaon)    | 36             |
| Испания, Spanish Albums (PROMUSICAE)       | 1              |
| Швеция (Sverigetopplistan)                 | 1              |
| Швейцария (Schweizer Hitparade)            | 2              |
| Швейцария, Swiss Albums (Romandie)         | 1              |
| Великобритания (UK Albums Chart)           | 1              |
| США, Billboard 200                         | 1              |
| США (Billboard Top Tastemaker Albums)      | 1              |
| США, Rolling Stone 200                     | 1              |

| Чарт (2019)                     | Позиция |
| ------------------------------- | ------- |
| Австралия (ARIA)                | 6       |
| Бельгия (Ultratop Flanders)     | 28      |
| Бельгия (Ultratop Wallonia)     | 158     |
| Канада (Billboard)              | 14      |
| Германия (Offizielle Top 100)   | 88      |
| Япония (Billboard)              | 98      |
| Япония (Oricon)                 | 84      |
| Новая Зеландия (RMNZ)           | 14      |
| Великобритания (UK Albums, OCC) | 24      |
| США (Billboard 200)             | 4       |

| Чарт (2020)                     | Позиция |
| ------------------------------- | ------- |
| Австралия (ARIA)                | 15      |
| Великобритания (UK Albums, OCC) | 37      |
| США (Billboard 200)             | 15      |

| Чарт (2021)                     | Позиция |
| ------------------------------- | ------- |
| Австралия (ARIA)                | 37      |
| Великобритания (UK Albums, OCC) | 83      |
| США (Billboard 200)             | 61      |

| Чарт (2022)                     | Позиция |
| ------------------------------- | ------- |
| Австралия (ARIA)                | 26      |
| Великобритания (UK Albums, OCC) | 43      |
| США (Billboard 200)             | 49      |

| Чарт (2023)                     | Позиция |
| ------------------------------- | ------- |
| Австралия (ARIA)                | 8       |
| Великобритания (UK Albums, OCC) | 11      |
| США (Billboard 200)             | 9       |

| Чарт (2024)                     | Позиция |
| ------------------------------- | ------- |
| Австралия (ARIA)                | 7       |
| Великобритания (UK Albums, OCC) | 17      |
| США (Billboard 200)             | 9       |

## Сертификации и продажи
| Регион | Сертификация  | Продажи   |
| --- | ------------- | --------- |
| Австралия (ARIA) | 6× Платиновый | 420 000   |
| Австрия (IFPI Austria) | Платиновый    | 15 000    |
| Бельгия (BEA) | Платиновый    | 20 000    |
| Дания (IFPI Danmark) | 2× Платиновый | 40 000    |
| Франция (SNEP) | Платиновый    | 100 000   |
| Германия (BVMI) | Золотой       | 100 000   |
| Италия (FIMI) | Платиновый    | 50 000    |
| Новая Зеландия (RMNZ) | 6× Платиновый | 90 000    |
| Норвегия (IFPI Norway) | Платиновый    | 20 000*   |
| Польша (ZPAV) | 3× Платиновый | 60 000    |
| Португалия (AFP) | Золотой       | 7500^     |
| Сингапур (RIAS) | Платиновый    | 10 000*   |
| Испания (PROMUSICAE) | Золотой       | 20 000    |
| Швейцария (IFPI Switzerland) | Золотой       | 10 000    |
| Великобритания (BPI) | 2× Платиновый | 600 000   |
| США (RIAA) | 3× Платиновый | 2,000,000 |
| * Данные о продажах приведены только на основе сертификации. · ^ Данные о тиражах приведены только на основе сертификации. · Данные о продажах + прослушиваниях приведены только на основе сертификации. |               |           |

## История выхода
| Регион | Дата            | Формат                           | Издание        | Лейбл                             | Ссылка  |
| ------ | --------------- | -------------------------------- | -------------- | --------------------------------- | ------- |
| Мир    | 23 августа 2019 | CD Цифровая дистрибуция Стриминг | Стандартное    | Republic Taylor Swift Productions | [ 211 ] |
| Мир    | 23 августа 2019 | CD                               | Делюкс-издание | Republic Taylor Swift Productions | [ 212 ] |
| США    | 30 августа 2019 | Аудиокассета                     | Стандартное    | Republic Taylor Swift Productions | [ 213 ] |

### Комментарии
1. ↑  На январь 2024 года[22]